# Associazione Calcio Mantova 1963-1964
Questa pagina raccoglie le informazioni riguardanti l'Associazione Calcio Mantova nelle competizioni ufficiali della stagione 1963-1964.

## Stagione

Karl-Heinz Schnellinger si spinge in azione offensiva nell'area avversaria, nel corso della sfida interna contro la Juventus (1-1) del 29 marzo 1964.

La squadra mantovana disputa il campionato di Serie A 1963-1964 allenata da Luigi Bonizzoni, chiudendo il torneo al tredicesimo posto con 29 punti in classifica.
In Coppa Italia la squadra virgiliana è stata eliminata al primo turno dal Verona, che disputava il campionato di Serie B.

## Rosa
| N. |                           | Ruolo | Calciatore              |
| -- | ------------------------- | ----- | ----------------------- |
|    | Italia (bandiera)         | P     | Dino Zoff               |
|    | Italia (bandiera)         | P     | Attilio Santarelli      |
|    | Italia (bandiera)         | D     | Carlo Morganti          |
|    | Germania Ovest (bandiera) | D     | Karl-Heinz Schnellinger |
|    | Italia (bandiera)         | D     | Beniamino Cancian       |
|    | Italia (bandiera)         | D     | Ermanno Tarabbia        |
|    | Italia (bandiera)         | D     | Aurelio Gerin           |
|    | Italia (bandiera)         | D     | Giuseppe Corradi        |
|    | Italia (bandiera)         | C     | Sergio Pini             |
|    | Italia (bandiera)         | C     | Gustavo Giagnoni        |

| N. |                   | Ruolo | Calciatore         |
| -- | ----------------- | ----- | ------------------ |
|    | Svezia (bandiera) | C     | Torbjörn Jonsson   |
|    | Italia (bandiera) | C     | Luigi Simoni       |
|    | Italia (bandiera) | C     | Carlo Volpi        |
|    | Italia (bandiera) | C     | Ugo Tomeazzi       |
|    | Italia (bandiera) | A     | Bruno Nicolè       |
|    | Italia (bandiera) | A     | Ettore Recagni     |
|    | Italia (bandiera) | A     | Italo Mazzero      |
|    | Italia (bandiera) | A     | Roberto Manganotto |
|    | Italia (bandiera) | A     | Sergio Pellizzaro  |

## Risultati

### Serie A

#### Girone di andata
| Arbitro: | Adami (Roma) |

|            |           |                                            |
| Simoni 51’ | Marcatori | 8’, 76’ Altafini 81’ Amarildo 88’ Altafini |

| Bari 22 settembre 1963 2ª giornata | Bari            | 0 – 0 | Mantova | Stadio Comunale\| Arbitro: \| Rigato (Mestre) \| |
| Arbitro:                           | Rigato (Mestre) |       |         |                                                  |

| Arbitro: | Jonni (Macerata) |

|                                   |           |  |
| Simoni 29’ Jonsson 41’ Simoni 77’ | Marcatori |  |

| Arbitro: | Angonese (Mestre) |

|               |           |  |
| Jair 10’, 16’ | Marcatori |  |

| Mantova 6 ottobre 1963 5ª giornata | Mantova           | 0 – 0 | Torino | Stadio Danilo Martelli\| Arbitro: \| D'Agostini (Roma) \| |
| Arbitro:                           | D'Agostini (Roma) |       |        |                                                           |

| Arbitro: | Ferrari (Milano) |

|                    |           |                |
| Mazzero 58’ (rig.) | Marcatori | 90’ Domenghini |

| Arbitro: | Francescon (Padova) |

|                                            |           |                                |
| Mencacci 3’, 70’, 72’ Bui 76’ Mencacci 83’ | Marcatori | 56’ Jonsson 87’ (rig.) Mazzero |

| Arbitro: | Rigato (Mestre) |

|                        |           |  |
| Jonsson 10’ Nicolè 63’ | Marcatori |  |

| Arbitro: | Rigato (Mestre) |

|  |           |            |
|  | Marcatori | 38’ Nicolè |

| Arbitro: | D'Agostini (Roma) |

|                           |           |                              |
| Del Sol 23’ Stacchini 45’ | Marcatori | 84’ Mazzero 88’ Schnellinger |

| Mantova 24 novembre 1963 11ª giornata | Mantova           | 0 – 0 | Genoa | Stadio Danilo Martelli\| Arbitro: \| Varazzani (Parma) \| |
| Arbitro:                              | Varazzani (Parma) |       |       |                                                           |

| Arbitro: | Grignani (Milano) |

|                          |           |  |
| Morrone 12’ Maraschi 74’ | Marcatori |  |

| Arbitro: | Rancher (Roma) |

|                        |           |                  |
| Mazzero 12’ Simoni 74’ | Marcatori | 13’, 89’ Morelli |

| Arbitro: | D'Agostini (Roma) |

|                         |           |             |
| Nielsen 8’ Pascutti 18’ | Marcatori | 89’ Mazzero |

| Arbitro: | Roversi (Bologna) |

|                         |           |  |
| De Dominicis 44’ (aut.) | Marcatori |  |

| Arbitro: | Righi (Milano) |

|                          |           |             |
| Orlando 25’ De Sisti 62’ | Marcatori | 36’ Jonsson |

| Arbitro: | Sbardella (Roma) |

|              |           |            |
| Humberto 54’ | Marcatori | 61’ Simoni |

#### Girone di ritorno
| Arbitro: | Gambarotta (Genova) |

|  |           |              |
|  | Marcatori | Altafini 22’ |

| Mantova 2 febbraio 1964 19ª giornata | Mantova             | 0 – 0 | Bari | Stadio Danilo Martelli\| Arbitro: \| Lo Bello (Siracusa) \| |
| Arbitro:                             | Lo Bello (Siracusa) |       |      |                                                             |

| Arbitro: | Jonni (Macerata) |

|           |           |           |
| Conti 53’ | Marcatori | 46’ Volpi |

| Arbitro: | Gambarotta (Genova) |

|                               |           |                     |
| Picchi 23’ (aut.) Jonsson 90’ | Marcatori | 15’ Jair 80’ Milani |

| Arbitro: | Rigato (Mestre) |

|                                                  |           |                       |
| Hitchens 13’ Peiró 19’ Puia 82’, 84’ Poletti 87’ | Marcatori | 4’ Simoni 30’ Mazzero |

| Bergamo 1º marzo 1964 23ª giornata | Atalanta          | 0 – 0 | Mantova | Stadio Comunale\| Arbitro: \| Grignani (Milano) \| |
| Arbitro:                           | Grignani (Milano) |       |         |                                                    |

| Arbitro: | Righi (Milano) |

|                       |           |  |
| Volpi 59’ Mazzero 79’ | Marcatori |  |

| Arbitro: | Marchese (Napoli) |

|               |           |                  |
| Wisnieski 39’ | Marcatori | 68’ Schnellinger |

| Arbitro: | De Marchi (Pordenone) |

|  |           |                              |
|  | Marcatori | 17’, 25’ Hamrin 58’ Lojacono |

| Arbitro: | Roversi (Bologna) |

|             |           |          |
| Recagni 80’ | Marcatori | 33’ Nené |

| Arbitro: | Campanati (Milano) |

|            |           |  |
| Meroni 64’ | Marcatori |  |

| Mantova 19 aprile 1964 29ª giornata | Mantova            | 0 – 0 | Lazio | Stadio Danilo Martelli\| Arbitro: \| Angelini (Firenze) \| |
| Arbitro:                            | Angelini (Firenze) |       |       |                                                            |

| Arbitro: | Rigato (Mestre) |

|             |           |  |
| Morelli 24’ | Marcatori |  |

| Mantova 3 maggio 1964 31ª giornata | Mantova             | 0 – 0 | Bologna | Stadio Danilo Martelli\| Arbitro: \| Francescon (Padova) \| |
| Arbitro:                           | Francescon (Padova) |       |         |                                                             |

| Catania 17 maggio 1964 32ª giornata | Catania         | 0 – 0 | Mantova | Stadio Cibali\| Arbitro: \| Rigato (Mestre) \| |
| Arbitro:                            | Rigato (Mestre) |       |         |                                                |

| Arbitro: | Angonese (Mestre) |

|                     |           |  |
| Frascoli 40’ (aut.) | Marcatori |  |

| Mantova 31 maggio 1964 34ª giornata | Mantova          | 0 – 0 | Lanerossi Vicenza | Stadio Danilo Martelli\| Arbitro: \| Cirone (Palermo) \| |
| Arbitro:                            | Cirone (Palermo) |       |                   |                                                          |

### Coppa Italia
| Verona 9 settembre 1963 Primo turno                             | Verona    | 2 – 1      | Mantova |  |
| \| \| \| \| \| Joan 1’ Maioli 32’ \| Marcatori \| 79’ Nicolè \| |           |            |         |  |
|                                                                 |           |            |         |  |
| Joan 1’ Maioli 32’                                              | Marcatori | 79’ Nicolè |         |  |

## Statistiche

### Statistiche di squadra
| Competizione | Punti | In casa | In casa | In casa | In casa | In casa | In casa | In trasferta | In trasferta | In trasferta | In trasferta | In trasferta | In trasferta | Totale | Totale | Totale | Totale | Totale | Totale | DR  |
| Competizione | Punti | G       | V       | N       | P       | Gf      | Gs      | G            | V            | N            | P            | Gf           | Gs           | G      | V      | N      | P      | Gf     | Gs     | DR  |
| ------------ | ----- | ------- | ------- | ------- | ------- | ------- | ------- | ------------ | ------------ | ------------ | ------------ | ------------ | ------------ | ------ | ------ | ------ | ------ | ------ | ------ | --- |
| Serie A      | 29    | 17      | 5       | 10      | 2       | 16      | 13      | 17           | 1            | 7            | 9            | 12           | 26           | 34     | 6      | 17     | 11     | 28     | 39     | -11 |
| Coppa Italia |       | -       | -       | -       | -       | -       | -       | 1            | 0            | 0            | 1            | 1            | 2            | 1      | 0      | 0      | 1      | 1      | 2      | -1  |
| Totale       |       | 17      | 5       | 10      | 2       | 16      | 13      | 18           | 1            | 7            | 10           | 13           | 28           | 35     | 6      | 17     | 12     | 29     | 41     | -12 |

### Statistiche dei giocatori
In campionato nel conteggio dei gol si considerino 3 autogol a favore.
| Giocatore         | Serie A  | Serie A | Coppa Italia | Coppa Italia | Totale   | Totale |
| Giocatore         | Presenze | Reti    | Presenze     | Reti         | Presenze | Reti   |
| ----------------- | -------- | ------- | ------------ | ------------ | -------- | ------ |
| B. Cancian        | 29       | 0       | 1            | 0            | 30       | 0      |
| G. Corradi        | 6        | 0       | 1            | 0            | 7        | 0      |
| A. Gerin          | 7        | 0       | -            | -            | 7        | 0      |
| G. Giagnoni       | 18       | 0       | 1            | 0            | 19       | 0      |
| T. Jonsson        | 27       | 5       | 1            | 0            | 28       | 5      |
| R. Manganotto     | 8        | 0       | -            | -            | 8        | 0      |
| I. Mazzero        | 24       | 7       | 1            | 0            | 25       | 7      |
| C. Morganti       | 31       | 0       | 1            | 0            | 32       | 0      |
| B. Nicolè         | 19       | 2       | 1            | 1            | 20       | 3      |
| S. Pellizzaro     | 4        | 0       | -            | -            | 4        | 0      |
| S. Pini           | 29       | 0       | 1            | 0            | 30       | 0      |
| E. Recagni        | 20       | 1       | -            | -            | 20       | 1      |
| A. Santarelli     | 7        | -14     | 1            | -2           | 8        | -16    |
| K.H. Schnellinger | 33       | 2       | -            | -            | 33       | 2      |
| L. Simoni         | 30       | 6       | 1            | 0            | 31       | 6      |
| E. Tarabbia       | 22       | 0       | 1            | 0            | 23       | 0      |
| U. Tomeazzi       | 15       | 0       | -            | -            | 15       | 0      |
| C. Volpi          | 18       | 2       | 1            | 0            | 19       | 2      |
| D. Zoff           | 27       | -25     | -            | -            | 27       | -25    |